# Enrico XV di Baviera
Enrico XV di Wittelsbach (28 agosto 1312 – Natternberg, 18 giugno 1333) detto anche Enrico III come Duca della Bassa Baviera.
Era l'unico figlio di Ottone III di Baviera e di Agnese di Slesia-Glogau.

## Biografia
Enrico XV venne anche soprannominato der Natternberger, perché trascorse l'infanzia nel Castello di Natternberg (situato nei pressi di Deggendorf).
Nacque nello stesso anno della morte del padre, venne posto sotto la tutela dei fratelli Ludovico il Bavaro e Rodolfo.
Ludovico, nel corso della riappacificazione con Federico I d'Asburgo  combinò il matrimonio tra Anna, figlia di Federico, ed Enrico. Entrare nella sfera di influenza degli Asburgo impedì ad Enrico di avanzare diritti sulla corona ungherese che gli sarebbe spettata per discendenza materna. Gli Asburgo avevano infatti promesso al sovrano d'Ungheria di non interferire nelle dispute sulla corona.
Le continue dispute coi cugini coreggenti portarono ad una suddivisione del ducato, ad Enrico venne assegnata come residenza la città di Deggendorf con Cham, Landau an der Isar, Dingolfing e Vilshofen. Dal 1332 la reggenza passò completamente a Enrico XIV, Enrico XV morì l'anno successivo e Ottone IV nel 1334.
È sepolto presso la cripta di famiglia nell'abbazia cistercense di Seligenthal a Landshut.

## Matrimonio
Enrico sposò Anna d'Austria, figlia di Federico I d'Asburgo, dalla quale però non ebbe figli. 